# Murmański Dywizjon Lotniczy
Murmański Dywizjon Lotniczy (ros. Мурманский авиационный дивизион) – lotnicza jednostka wojskowa Białych podczas wojny domowej w Rosji
Dywizjon został sformowany w Murmańsku w listopadzie-grudniu 1919 r., po wycofaniu się z północnej Rosji alianckich wojsk interwencyjnych. W jego skład weszli rosyjscy piloci, którzy służyli dotąd w składzie zorganizowanego przez Brytyjczyków Legionu Słowiańsko-Brytyjskiego. Na czele dywizjonu stanął ppłk Wasilij Z. Barbos (Barbas). Dywizjon składał się z oddziału hydroplanów (8 samolotów) i lądowo-zwiadowczego (14 samolotów). W skład tego ostatniego – oprócz pododdziału lotniczego – wchodził zwiadowczy pododdział piechoty pod dowództwem por. Aleksandra D. Mielnickiego. Wyposażenie i paliwo, które pozostały po Brytyjczykach, znajdowały się w dostatecznej ilości. Rosjanie zdawali sobie jednak sprawę z tego, że wojna zbliża się do końca, dlatego przejawiali niewielką aktywność bojową. Na pocz. 1920 r. dywizjon został przeniesiony do miejscowości Miedwieżja Gora. 23 lutego 1920 r. wojska bolszewickie zajęły Murmańsk, zaś 2 dni później Miedwieżją Gorę, zdobywając samoloty dywizjonu i biorąc do niewoli część pilotów, m.in. ppłk W. Z. Barbosę (Barbasę).